# Ralph Eastwood
Ralph Eastwood, né le 10 mai 1890 à Canterbury et mort le 15 février 1959 à Rodmarton, est un homme politique et militaire britannique qui fut gouverneur de Gibraltar de février 1944 à février 1947.